# Rue au Bois (Bruxelles)
Pour les articles homonymes, voir Rue au Bois.
La rue au Bois (en néerlandais : Bosstraat) est une rue bruxelloise des communes de Woluwe-Saint-Pierre et Woluwe-Saint-Lambert qui va de la drève de la Demi-Heure à la rue de la Station  sur une longueur totale de 2 300 mètres.